# Eusebio Francisco Kino
Eusebio Francisco Kino (ur. 10 sierpnia 1645 w Segno, zm. 15 marca 1711 w Magdalena de Kino, właściwie Eusebius Franz Kühn) – niemiecki uczony, misjonarz, odkrywca i jezuita. Jako misjonarz działał wśród plemion indiańskich żyjących na terenach współczesnego północnego Meksyku i południowej Arizony. Był jednym z pierwszych Europejczyków którzy dotarli do Dolnej Kalifornii. Jego zainteresowania naukowe obejmowały przede wszystkim kartografię, matematykę i astronomię. Stworzył pierwsze, szczegółowe mapy rejonów leżących przy współczesnej granicy Meksyku i Stanów Zjednoczonych. Jest postacią cenioną zarówno przez Meksykanów jak i Amerykanów. Jego imię nosi wiele ulic, miejscowości i różnych obiektów, ma również swoje pomniki.
Był synem Franza Kühna i Margherity Luchi. Edukację rozpoczął w jezuickim kolegium w Trydencie po czym przeniósł się do kolegium w Hall in Tirol nieopodal Innsbrucku. W 1663 roku zaczął mieć bardzo poważne problemy zdrowotne, które zagroziły nawet jego życiu. Choroba wywarła duży wpływ na jego światopogląd i osobowość i po tym jak wyzdrowiał, zdecydował się wstąpić do zakonu jezuitów w 1665 roku. Wznowił wówczas naukę w jezuickich szkołach a po ich ukończeniu rozpoczął studia. W ich trakcie zainteresował się matematyką i geografią. Po zakończeniu studiów nauczał matematyki w kolegium w Ingolstadt. Zainteresował się pracą misyjną i zwrócił się do władz zakonu o pozwolenie na wyjazd. Przełożeni wydali zgodę i choć Kino początkowo chciał ruszyć na Daleki Wschód, to został wysłany do Meksyku. Z uwagi na problemy jakie wówczas miał, nie zdążył na statek którym miał odpłynąć i do Ameryki Łacińskiej trafił z Kadyksu dopiero w maju 1681 roku. Początkowo Kino przebywał w mieście Meksyk, ale w 1683 roku dołączył, jako kartograf, do wyprawy Isidora de Atondo y Antillona, której celem było zbadanie Dolnej Kalifornii. Z powodu braku zapasów i niesnasek z miejscowymi plemiona indiańskimi ekspedycja zakończyła się porażką.
W 1687 roku Kino i jego współpracownicy rozpoczął realizację zakrojonego na szeroką skalę projektu misyjnego w regionie nazywanym wówczas Pimerìa Alta, czyli na terenach współczesnego północnego Meksyku i południowej Arizony. W miejscowym krajobrazie dominowały pustynie i góry, toteż był on bardzo słabo zbadany i hiszpańska władza kolonialna w zasadzie go nie obejmowała. Osadnictwo miejscowych Indian, zwanych Pima, koncentrowało się w dolinach rzek. Dlatego też właśnie tu Kino zakładał główne ośrodki misyjne. Dotarł aż do rzeki Kolorado. Ochrzcił około 4 500 Indian. Szacuje się, że do momentu jego śmierci, razem ze swoimi współpracownikami, ochrzcili przeszło 30 000 ludzi.
Założone i prowadzone przez niego ośrodki nie ograniczały się jednak tylko do posługi religijnej. Pełniły również funkcję oświatową a jezuici nauczali w nich na przykład nowych sposobów uprawy i hodowli. Zapoznali ich także z nieznanymi im wcześniej roślinami takimi jak pszenica czy różne drzewa owocowe. Działki i warsztaty Indian były skupione wokół ośrodków misyjnych. Kino ostro występował przeciwko niewolniczej pracy Indian w kopalniach srebra w północnym Meksyku. Miał duży szacunek do indiańskich wartości i tradycji, był zwolennikiem metody inkulturacji i wykorzystywał ją w swojej pracy misyjnej. Uważał iż chrystianizacja nie może iść w parze z okcydentalizacją. Łączył pracę misjonarską z zacięciem odkrywcy i kartografa. Od 1691 roku wziął udział w czterdziestu ekspedycjach na tereny współczesnej Arizony. Wyprawiał się również w inne zakątki współczesnych Stanów Zjednoczonych. W wyniku tych wypraw udało mu się dokonać kilku odkryć i zwiększyć wiedzę Europejczyków na temat Ameryki Północnej. Udowodnił na przykład iż Kalifornia nie jest wyspą i posiada połączenie lądowe z Meksykiem, co sprawiło, że Hiszpanie zainteresowali się tymi terenami i w XVIII wieku zaczęli je sobie podporządkowywać. Nie byłoby to możliwe bez szczegółowych map dotychczas nieznanych regionów, opracowanych przez Kino.
W maju 2006 roku rozpoczął się proces beatyfikacyjny E. Kino. Papież Franciszek 11 lipca 2020 r. zatwierdził dekret uznający heroiczność cnót Eusebio Francisco Kino, co zapoczątkowało jego proces kanonizacyjny.